# Stewarts & Lloyds
La Stewarts & Lloyds, est une ancienne entreprise sidérurgique basée à Glasgow, en Écosse. Elle est créée par la fusion, en 1903, de deux des plus grosses entreprises sidérurgiques anglaises, l'A. & J. Stewart & Menzies de Coatbridge, en Écosse, et la Lloyd & Lloyd de Birmingham, en Angleterre. Elle disparait en 1967, lors de sa nationalisation au sein de la British Steel Corporation.
L'entreprise se spécialise dans la production de tubes en acier, en se diversifiant occasionnellement au gré des acquisitions et des reventes. À partir de 1932, elle concentre progressivement ses activités industrielles sur le site de Corby, dans le Northamptonshire, en Angleterre. Cette réorganisation lui assure une bonne maîtrise des coûts mais, à partir des années 1960, le minerai de fer local s'avère de moins en moins compétitif. L'usine de Corby est définitivement arrêtée en 1980.